# Tipula lamellata
Tipula lamellata är en tvåvingeart som beskrevs av Doane 1901. Tipula lamellata ingår i släktet Tipula och familjen storharkrankar. Inga underarter finns listade i Catalogue of Life.